# Meridià 101 a l'est
El meridià 101 a l'est de Greenwich és una línia de longitud que s'estén des del pol Nord travessant l'oceà Àrtic, Àsia, l'oceà Índic, l'oceà Antàrtic i l'Antàrtida fins al pol Sud.
El meridià 101 a l'est forma un cercle màxim amb el meridià 79 a l'oest. Com tots els altres meridians, la seva longitud correspon a una semicircumferència terrestre, uns 20.003,932 km. Al nivell de l'Equador, és a una distància del meridià de Greenwich de 11.243 km.

## De Pol a Pol
Començant en el pol Nord i dirigint-se cap al pol Sud, aquest meridià travessa:
| Coordenades                               | País, territori o mar        | Notes |
| ----------------------------------------- | ---------------------------- | --- |
| 90° 0′ N, 101° 0′ E / 90.000°N,101.000°E  | Oceà Àrtic                   | |
| 80° 32′ N, 101° 0′ E / 80.533°N,101.000°E | Mar de Làptev                | |
| 78° 57′ N, 101° 0′ E / 78.950°N,101.000°E | Rússia                       | Krai de Krasnoiarsk — Illa Bolxevic, Terra del Nord |
| 78° 6′ N, 101° 0′ E / 78.100°N,101.000°E  | Mar de Kara                  | |
| 76° 32′ N, 101° 0′ E / 76.533°N,101.000°E | Rússia                       | Krai de Krasnoiarsk Óblast d'Irkutsk — des de 57° 52′ N, 101° 0′ E / 57.867°N,101.000°E Buriàtia — des de 52° 47′ N, 101° 0′ E / 52.783°N,101.000°E |
| 51° 36′ N, 101° 0′ E / 51.600°N,101.000°E | Mongòlia                     | |
| 42° 38′ N, 101° 0′ E / 42.633°N,101.000°E | República Popular de la Xina | Mongòlia Interior Gansu — des de 38° 59′ N, 101° 0′ E / 38.983°N,101.000°E Qinghai — des de 37° 56′ N, 101° 0′ E / 37.933°N,101.000°E Gansu — des de 34° 22′ N, 101° 0′ E / 34.367°N,101.000°E Qinghai — des de 33° 57′ N, 101° 0′ E / 33.950°N,101.000°E Sichuan — des de 32° 38′ N, 101° 0′ E / 32.633°N,101.000°E Yunnan — des de 27° 23′ N, 101° 0′ E / 27.383°N,101.000°E |
| 21° 42′ N, 101° 0′ E / 21.700°N,101.000°E | Myanmar (Birmània)           | |
| 21° 23′ N, 101° 0′ E / 21.383°N,101.000°E | Laos                         | |
| 19° 37′ N, 101° 0′ E / 19.617°N,101.000°E | Tailàndia                    | |
| 17° 49′ N, 101° 0′ E / 17.817°N,101.000°E | Laos                         | Per uns 2 km |
| 17° 48′ N, 101° 0′ E / 17.800°N,101.000°E | Tailàndia                    | Per uns 3 km |
| 17° 46′ N, 101° 0′ E / 17.767°N,101.000°E | Laos                         | Per uns 4 km |
| 17° 44′ N, 101° 0′ E / 17.733°N,101.000°E | Tailàndia                    | Per uns 13 km |
| 17° 37′ N, 101° 0′ E / 17.617°N,101.000°E | Laos                         | Per uns 5 km |
| 17° 34′ N, 101° 0′ E / 17.567°N,101.000°E | Tailàndia                    | |
| 12° 39′ N, 101° 0′ E / 12.650°N,101.000°E | Golf de Tailàndia            | |
| 6° 51′ N, 101° 0′ E / 6.850°N,101.000°E   | Tailàndia                    | |
| 6° 16′ N, 101° 0′ E / 6.267°N,101.000°E   | Malàisia                     | |
| 5° 50′ N, 101° 0′ E / 5.833°N,101.000°E   | Tailàndia                    | Per uns 6 km |
| 5° 46′ N, 101° 0′ E / 5.767°N,101.000°E   | Malàisia                     | Passa a l'oest d'Ipoh a 4°37'N |
| 3° 39′ N, 101° 0′ E / 3.650°N,101.000°E   | Estret de Malaca             | |
| 2° 18′ N, 101° 0′ E / 2.300°N,101.000°E   | Indonèsia                    | Illa de Sumatra |
| 2° 27′ N, 101° 0′ E / 2.450°N,101.000°E   | Oceà Índic                   | |
| 60° 0′ S, 101° 0′ E / 60.000°S,101.000°E  | Oceà Antàrtic                | |
| 65° 24′ S, 101° 0′ E / 65.400°S,101.000°E | Antàrtida                    | Territori Antàrtic Australià, reclamat per Austràlia |